# Ichneumon barbatus
Ichneumon barbatus är en stekelart som beskrevs av Cuvier 1833. Ichneumon barbatus ingår i släktet Ichneumon och familjen brokparasitsteklar. Inga underarter finns listade i Catalogue of Life.